# Bruno Platter
Dr. Bruno Platter (Unterinn am Ritten, 1944. március 21. –) osztrák római katolikus pap, a Német Lovagrend 65. nagymestere. Dél-Tirolból származik, amely 1919 óta Olaszország része.
1963 óta tagja a lovagrendnek. Doktorátust teológiából szerzett 1964. szeptember 12-én. A rend dél-tiroli rendházában tevékenykedett. 2000. augusztus 26-án a lovagrend nagymesterévé választották és október 29-én be is iktatták, Arnold Othmar Wieland utódaként. 2018. augusztus 22-én 18 évi szolgálat után lemondott hivataláról. Ezt követően utóda Frank Bayard apát lett a rend nagymestere.
| Előző uralkodó: Dr. Arnold Othamar Wieland | A Német Lovagrend nagymestere 2000 – 2018 | Következő uralkodó: Frank Bayard |